# Murai Sindzsi
Murai Sindzsi (Csiba, 1979. december 1. –) japán válogatott labdarúgó.

## Nemzeti válogatott
A japán válogatottban 5 mérkőzést játszott.

## Statisztika
| Japán válogatott | Japán válogatott | Japán válogatott |
| Időszak          | Mérk.            | gól              |
| ---------------- | ---------------- | ---------------- |
| 2005             | 3                | 0                |
| 2006             | 2                | 0                |
| Összesen         | 5                | 0                |